# ツビヤンスキ事件
ツビヤンスキ事件とは、1948年6月30日、イスラエル参謀本部諜報局（アマーン）の前身である同参謀本部作戦局諜報課（ママーン）の課長イサル・ベーリが、独断でイスラエル国防軍(IDF)の将校、メイール・ツビヤンスキ大尉を殺害した事件。

## 経緯
1948年6月30日、イスラエル創成期まで続いたハガナー情報局（シャイ）が解体され、軍事情報を統括するママーン、保安任務を統括するシン・ベート（後のシャバック）、対外情報を統括する外務省政治局（後のモサッド）に分割された。ハガナーの有力者であったベーリは、ベン＝グリオン首相によってママーンの長に任命された。
任命された当日、ベーリは部下のベンジャミン・ジブリ少佐とともにIDF将校メイール・ツビヤンスキ大尉を呼び寄せ、突然銃殺刑に処した。この突然の処刑はベーリ課長の独断に基づくもので、ツビヤンスキ本人はもとより、周囲の人々も全く予見していない出来事であった。ツビヤンスキ大尉は将校であると同時にパレスチナの電気会社社員でもあり、ベーリはツビヤンスキが会社を経由して外部に情報をリークしていると疑っていた。
ツビヤンスキは第二次世界大戦においてはイギリス軍の工兵少佐として従軍した経歴の持ち主でもあり、イギリスとの内通疑惑も抱かれていた。

## 事件後
事件の後、ツビヤンスキ夫人が夫の濡れ衣を払拭するためベン＝グリオン首相に直訴し、ベーリはママーン課長職を更迭され、後任にはハイム・ヘルツォーグ少佐が就任した。ツビヤンスキは名誉を回復し、二階級特進を与えられた。夫人ら遺族には、賠償金が支払われた。
事件を起こしたベーリは、その後もツビヤンスキがスパイであると疑い続けていた。